# Jakob Mikael Rubin
Jakob Mikael Rubin (født 1. maj 1962) er en dansk journalist og forfatter. Fra 1994 til 2003 var han Latinamerika-korrespondent for Jyllands-Posten og bosiddende i Rio de Janeiro.
Rubin blev født i København og voksede op i Hornbæk i Nordsjælland, hvor han gik på Hornbæk Skole. I 1983 rejste han til Sydamerika, hvor han sammenlagt endte med at blive boende i 10 år.
Han gik på Roskilde Universitetscenter i 1987-1989 og blev journalist fra Danmarks Journalisthøjskole i 1995 med speciale i tv-produktion. To måneder før afslutningen på uddannelsen blev han udnævnt til korrespondent for Jyllands-Posten og flyttede til Brasilien. Fra 2001 var han tilknyttet redaktionen i København, hvor han efter en kontrovers med daværende chefredaktør Jørn Mikkelsen i 2003 blev overflyttet til avisens indlandsredaktion. Frem til 2013 arbejdede han fortrinsvis med kultur.
Kontroversen skyldtes en kritisk klumme i avisen i marts 2003 signeret af Rubin om den forestående amerikanske invasion af Irak, der ikke harmonerede med avisens linje.
I 2001 blev Rubin sammen med kollegaerne Michael Ulveman og Orla Borg indstillet til Cavling-prisen for deres lokalisering af lederen af Tvind, Mogens Amdi Petersens skjulested i et millionærparadis på Fisher Island ud for Floridas kyst i USA. Tvind-lederen havde på daværende tidspunkt ikke været offentligt set i 22 år.
Jakob Rubin er en ofte benyttet kommentator i medierne om udviklingen i Latinamerika. Han er tillige uddannet psykoterapeut fra Nordisk Gestalt Institut.